# Elizabeth Diller
Elizabeth Diller (Łódź, 17 de junho de 1954), também conhecida como Liz Diller, é uma arquiteta norte-americana e professora de arquitetura na Universidade de Princeton. Em 2018, apareceu na lista de 100 pessoas mais influentes do ano pela Time.